# Temple protestant de Tours
Le temple protestant de Tours est une paroisse protestante réformée, située rue de la Préfecture à Tours dans le Vieux-Tours. Il s'agit de la chapelle de l’ancien couvent des Sœurs de l’Union Chrétienne, destinée à instruire les protestantes converties. L'édifice est acquis par la communauté  protestante de Tours en 1844. Il est rattaché à l'Église protestante unie de France.

## Histoire
La première église réformée de Tours a été construite en 1556. En 1564, les protestants inaugurent leur premier temple à Luynes, car Tours, ville résidence d'un archevêque, n'en avait pas le droit. En 1599, la communauté peut enfin construire un lieu de culte protestant près du château de Plessis-lèz-Tours, mais il sera détruit lors d'une émeute en 1621. Ce n'est qu’en 1631 que les protestants peuvent construire un nouveau temple à Saint-Pierre-des-Corps. En 1652, une importante communauté protestante est installée dans la ville, mais à partir du mois de juillet de la même année, les troupes royales reprennent la ville et leur font subir une atroce répression. Le temple servira jusqu’en 1685. 
En 1844, la chapelle de l’ancien couvent des Sœurs de l'Union chrétienne, créé en 1676 pour y enfermer des femmes protestantes afin de les convertir à la religion catholique, est acquise par la communauté protestante de Tours. Le monument est classé au titre des monuments historiques par arrêté 16 octobre 1992. 
L'orgue, inauguré le 7 septembre 2007, a été construit par Rémy Mahler entre 2003 et 2007 en remplacement d'un petit orgue Mercklin.